# Dilidzjan
Dilidzjan (armeniska Դիլիջան) är en stad i Tavusjprovinsen i Armenien.